# VOO (België)
VOO is de merknaam voor triple-play-telecommunicatiediensten via het kabeltelevisienetwerk in Wallonië en een deel van Brussel. Het biedt analoge en digitale televisie, vaste telefonie en breedband internet aan. VOO is de Waalse tegenhanger van het Vlaamse Telenet.

## Organisatie
De VOO is een parastatale instelling. Het is een zuivere intercommunale en ontstond in april 2006 als joint-venture van ALE-Télédis uit Luik en Brutélé uit Brussel en Charleroi. 
De VOO opereert in bijna heel Wallonië. Door de tijd heen werden bijna alle Waalse kabelaanbieders overgenomen, Inatel uit Namen, Iterest en Intermosane uit Luik, Seditel uit Waals-Brabant, Igeho, Simogel en Ideatel uit Henegouwen en Telelux uit Luxemburg. Alleen een deel van Henegouwen en de gemeente Komen zijn voor VOO niet bereikbaar. Tevens is VOO aanwezig in een aantal van de gemeentes van het Brussels Gewest, in Elsene, Sint-Gillis, Evere, Sint-Pieters-Woluwe, Oudergem en Ukkel, en in één gemeente uit het Vlaamse Gewest, in Voeren. 

## Samenwerking
ALE-Téledis is tegenwoordig onderdeel van Publifin, een belangrijke intercommunale maatschappij die actief is in energieproductie- en distributie, media- en telecombedrijven en financiële participaties.
Over Brutéle, de andere vennoot in VOO, werd in 2013 bekend dat Numericable voornemens is deze maatschappij over te nemen. Later werd bekend dat ook Telenet interesse heeft om Brutéle over te nemen.
In 2008 nam Tecteo de ICT Provider WIN over van Belgacom. In 2009 kocht het de aanbieder van digitale televisiezenders BeTV, het voormalige Franstalig-Belgische Canal+. VOO is op zoek naar een partner om als MVNO te kunnen opereren. 
In 2012 ging het netwerk van L'AIESH uit de samenwerking en over naar Numericable.
In november 2021 sloot Orange een overeenkomst voor de overname van VOO.